# نوكاردية إفريقية
نوكاردية أفريقية (الاسم العلمي: Nocardia africana) هي نوع من البكتيريا تتبع جنس النوكاردية من فصيلة النوكارديات.